# Chloe Kelly
Chloe Kelly (Londen, 15 januari 1998) is een voetbalspeelster uit Engeland. Ze staat als aanvaller onder contract bij Manchester City in de FA Women's Super League. In het seizoen 2024/25 komt ze op huurbasis uit voor competitiegenoot Arsenal WFC.

## Clubcarrière
Kelly begon haar carrière bij de Queens Park Rangers⁣, maar stapte al snel over naar de jeugdopleiding van Arsenal. Op 23 juli 2015 maakte ze haar debuut in het Continental Cup duel tegen Watford waarin ze ook gelijk na 22 minuten haar eerste doelpunt voor de club maakte. In februari 2016 tekende Kelly haar eerste profcontract bij Arsenal. In dat jaar won Arsenal ook de FA Cup ten koste van Chelsea.
In februari 2017 tekende Kelly een nieuw contract bij Arsenal en werd ze verhuurd aan Everton. In dat seizoen speelde ze 9 wedstrijden voor Everton waarin ze 2 keer tot scoren kwam. Op 16 november 2017 maakte Kelly haar eerste hattrick in het WSL Cup duel tegen Oxford United.
In januari 2018 maakte Kelly de definitieve overstap naar Everton. In dat seizoen kwam Kelly tot 15 wedstrijden en 2 goals. In het seizoen erna kwam Kelly tot elf wedstrijden en één goal in een wedstrijd tegen Brighton & Hove Albion. 
In 2019 kwam Kelly tot negen goals in twaalf wedstrijden. Daarmee was ze topscorer van Everton en hielp ze haar ploeg aan een zesde plaats in de Super League.
Op 3 juli 2020 werd bekend dat Manchester City Kelly overnam. Hier tekende ze een tweejarig contract. Op 4 oktober 2020 maakte ze twee goals in de wedstrijd tegen Tottenham Hotspur. Kelly werd vanaf januari 2025 voor de rest van het seizoen 2024/25 verhuurd aan competitiegenoot Arsenal WFC. Met die club won ze in mei 2025 de UEFA Women's Champions League 2024/25.

## Statistieken
| Seizoen    | Club            | Land     | Competitie              | Wedstrijden | Doelpunten |
| ---------- | --------------- | -------- | ----------------------- | ----------- | ---------- |
| 2015-2018  | Arsenal         | Engeland | FA Women's Super League | 13          | 3          |
| 2016-2018  | Everton (huur)  | Engeland | FA Women's Super League | 13          | 5          |
| 2018-2020  | Everton         | Engeland | FA Women's Super League | 32          | 11         |
| 2020-heden | Manchester City | Engeland | FA Women's Super League | 75          | 21         |
| 2025-heden | Arsenal (huur)  | Engeland | FA Women's Super League | 0           | 0          |
| Totaal     | Totaal          | Totaal   | Totaal                  | 126         | 38         |

Laatste update: 31 januari 2025

## Interlandcarrière
Chloe Kelly maakte haar debuut voor Engeland in november 2018 in een vriendschappelijk duel tegen Oostenrijk dat Engeland met 3-0 won.
In 2020 zat Kelly bij de selectie van Engeland voor het EK 2022 waarin Engeland de finale wist te halen. Hierin mocht Kelly invallen en maakte ze in de extra tijd de beslissende 2-1 uit een corner waarmee ze haar land de eindoverwinning bezorgde. De manier waarop ze het doelpunt vierde, door haar shirt uit te trekken en haar sport BH te laten zien, werd geprezen als manier van empowerment voor vrouwen.
In 2023 werd Kelly opnieuw geselecteerd door bondscoach Sarina Wiegman voor het WK 2023. In het derde groepsduel tegen China maakte Kelly haar eerste WK-doelpunt. In de achtste finale tegen Nigeria verzilverde Kelly de beslissende penalty in de penaltyreeks. Engeland wist de finale van het WK te halen. Deze werd echter met 1-0 verloren tegen Spanje.
Op 6 juni 2025 werd Kelly opgenomen in de Engelse selectie voor op het EK 2025 in Zwitserland. Met haar land werd ze op 27 juli 2025 Europees kampioen door in de finale na penalty's af te rekenen met Spanje.
1 Earps ·
2 Bronze ·
3 Daly ·
4 Walsh ·
5 Greenwood ·
6 Bright ·
7 Mead ·
8 Williamson  ·
9 White ·
10 Stanway ·
11 Hemp ·
12 Carter ·
13 Hampton ·
14 Kirby ·
15 Stokes ·
16 Scott ·
17 Parris ·
18 Kelly ·
19 England ·
20 Toone ·
21 Roebuck ·
22 Wubben-Moy ·
23 Russo ·
Coach: Wiegman
1 Earps ·
2 Bronze ·
3 Charles ·
4 Walsh ·
5 Greenwood ·
6 Bright  ·
7 James ·
8 Stanway ·
9 Daly ·
10 Toone ·
11 Hemp ·
12 Nobbs ·
13 Hampton ·
14 Wubben-Moy ·
15 Morgan ·
16 Carter ·
17 Coombs ·
18 Kelly ·
19 England ·
20 Zelem ·
21 Roebuck ·
22 Robinson ·
23 Russo ·
Coach: Wiegman
1 Hampton ·
2 Bronze ·
3 Charles ·
4 Walsh ·
5 Greenwood ·
6 Williamson  ·
7 James ·
8 Stanway ·
9 Mead ·
10 Toone ·
11 Hemp ·
12 Le Tissier ·
13 Moorhouse ·
14 Clinton ·
15 Morgan ·
16 Carter ·
17 Agyemang ·
18 Kelly ·
19 Beever-Jones ·
20 Park ·
21 Keating ·
22 Wubben-Moy ·
23 Russo ·
Coach: Wiegman